# Sinobaijiania decipiens
Sinobaijiania decipiens là một loài thực vật có hoa trong họ Cucurbitaceae. Loài này được C. Jeffrey & W.J. de Wilde mô tả khoa học đầu tiên năm 2006.